# Próchnowo (Mirosławiec)
Próchnowo (deutsch Prochnow) ist ein Dorf in der Landgemeinde (Gmina) Mirosławiec (Märkisch Friedland) im Powiat Wałecki (Deutsch Kroner Kreis) der polnischen Woiwodschaft Westpommern.

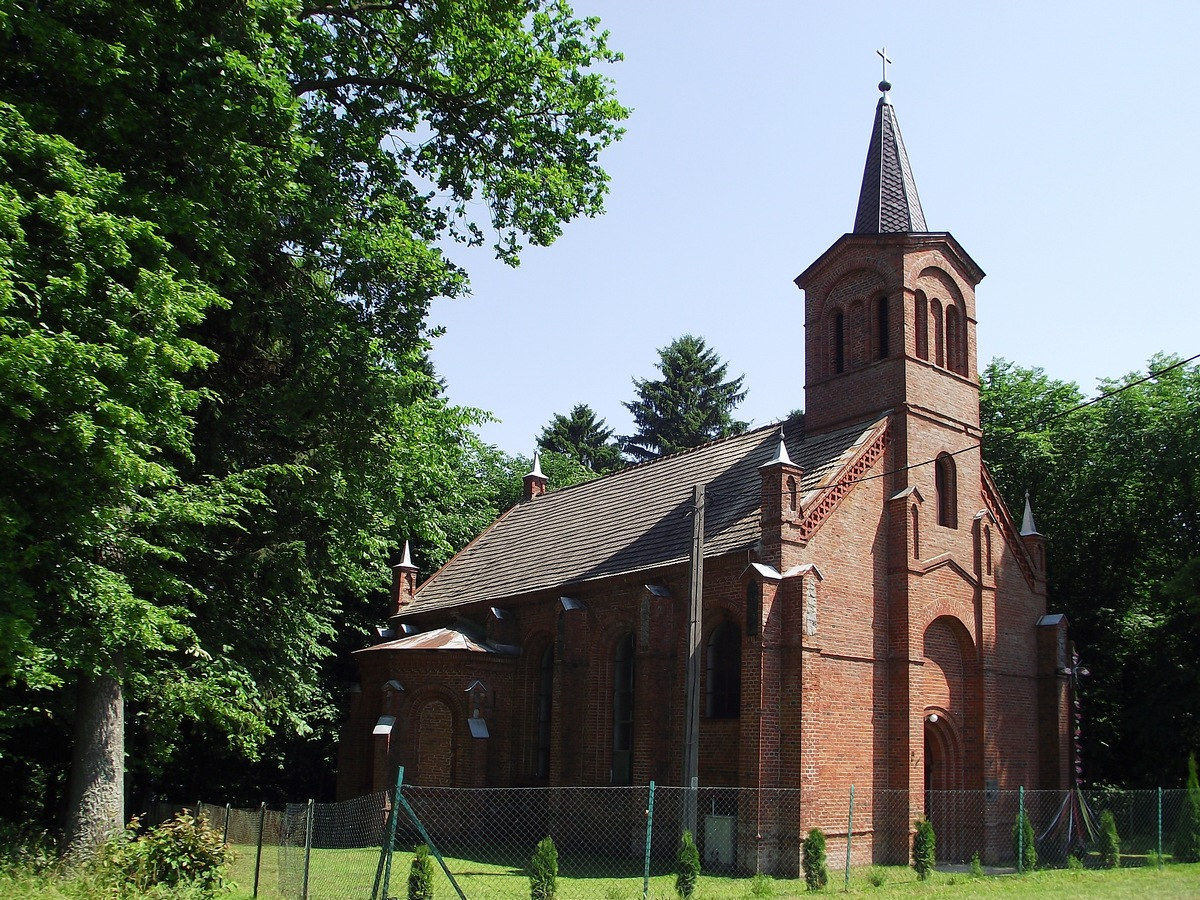
Dorfkirche, bis 1945 Gotteshaus der evangelischen Gemeinde Prochnow (Aufnahme 2013)

## Geographische Lage
Das Dorf liegt im Netzedistrikt des ehemaligen Westpreußen, westlich am großen Böthinsee, etwa  15 Kilometer nordwestlich von Wałcz (Deutsch Krone) und zehn Kilometer südöstlich  von Mirosławiec (Märkisch Friedland).

## Geschichte
Ältere Ortsbezeichnungen der ehemals neumärkischen Ortschaft sind Borkenow (1337) und Brochenow (1490). Das Dorf wurde 1490 durch den Kurfürsten Johann von Brandenburg den Tützer Wedels als Mannslehen übergeben.
Um 1930 hatte Prochnow drei Wohnplätze:
- Alt Prochnow
- Eichenbruch
- Neu Prochnow

Im Jahr 1945 gehörte Prochnow zum Landkreis Deutsch Krone im Regierungsbezirk Grenzmark Posen-Westpreußen der preußischen Provinz Pommern des Deutschen Reichs. Prochnow war dem  Amtsbezirk Marzdorf zugeordnet.
Im Februar 1945 wurde Prochnow von der Roten Armee besetzt. Nach Beendigung der Kampfhandlungen wurde die Region seitens der sowjetischen Besatzungsmacht zusammen mit ganz Hinterpommern und der südlichen Hälfte Ostpreußens – militärische Sperrgebiete ausgenommen – der Volksrepublik Polen zur Verwaltung überlassen. Es wanderten nun Polen zu. Prochnow wurde unter der polnischen Ortsbezeichnung „Próchnowo“ verwaltet. Die einheimische Bevölkerung wurde von der polnischen Administration aus Prochnow vertrieben.

### Demographie
| Jahr | Einwohner | Anmerkungen |
| ---- | --------- | --- |
| 1804 | 154       | Dorf und Gut nebst Mutterkirche, zum Kreis Dramburg in der Neumark gehörig, liegt isoliert im Netzedistrikt, 29 Feuerstellen (Haushaltungen)                                                   |
| 1818 | 189       | davon 124 im adligen Hauptgut Alt Prochnow und 65 im adligen Dorf Neu Prochnow |
| 1910 | 288       | am 1. Dezember, davon 124 (89 Evangelische, 35 Katholiken) im Dorf Neu Prochnow und 164 (136 Evangelische, ein katholischer Einwohner mit polnischer Muttersprache) im Gutsbezirk Alt Prochnow |
| 1925 | 308       | darunter 269 Evangelische und 39 Katholiken |
| 1933 | 319       | [ 6 ] |
| 1939 | 258       | [ 6 ] |

## Kirche
Das älteste Kirchenbuch von Prochnow wurde 1664 angelegt. Seit 1826 war die Parochie Prochnow nebst Petznick mit Lüben vereinigt. 1774 erbaute Rittmeister von Reckow zu Prochnow eine neue Kirche auf dem alten Kirchhof. Als diese baufällig geworden war, wurde sie abgetragen und vom Patron Kammerherrn von Brand auf Tankow in der Neumark vor dem Dorf am Großen Böthinsee 1858 neu errichtet und zu Pfingsten 1859 eingeweiht. Der massive Backsteinbau im neugotischen Stil mit Turm, Altarnische und Seitennischen für Sakristei und herrschaftliche Loge hat einen rechteckigen Grundriss. Es waren zwei Glocken von 1622 und 1669 vorhanden. Den Altar, eine durchbrochene Eichenholzarbeit mit Platte aus grauem schlesischen Marmor, hatte Friedrich Wilhelm IV. entworfen und der Kirche geschenkt. Der Geistliche stand bei der Liturgie hinter dem Altar. Die Kanzel befand sich rechts vom Altar. Es stand ein Harmonium zur Verfügung.